# Amphotis
Amphotis är ett släkte av skalbaggar som beskrevs av Wilhelm Ferdinand Erichson 1843. Amphotis ingår i familjen glansbaggar.
Släktet innehåller bara arten Amphotis marginata.

## Bildgalleri

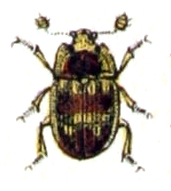